# Enrique Santos Discépolo
Enrique Santos Discépolo (Buenos Aires, 27 de marzo de 1901 - Buenos Aires, 23 de diciembre de 1951) fue un compositor, músico, dramaturgo y cineasta argentino. También era conocido como Discepolín. Su hermano, Armando Discépolo, fue director teatral y dramaturgo. Discépolo es recordado especialmente por componer varios de los llamados «tangos fundamentales», o «tangos de oro», entre los que destacan Yira, yira (1929), Cambalache (1934), Uno (1943) y Cafetín de Buenos Aires (1948), en los que cristalizó la vena lírica del escritor y que terminaron por brindarle un gran prestigio. Norberto Galasso, uno de los más reconocidos biógrafos de Discépolo, expresó que su vida «fue un permanente desgarrarse en una sociedad injusta [...] solo comprensible en el marco de la sufrida Argentina del siglo XX».

## Biografía
Nació en el barrio porteño de Balvanera y murió en el mismo barrio de un ataque al corazón, 50 años después.
Tras fallecer sus padres, su hermano Armando Discépolo, 13 años mayor, se convirtió en su maestro y le descubrió la vocación por el teatro. Con él dio sus primeros pasos como actor en 1917. En 1918 escribió sus primeras obras de teatro: El señor cura, El hombre solo y Día feriado. En 1923 actuó en la obra Mateo, escrita por su hermano. Prosiguió escribiendo para el género teatral y al mismo tiempo, en 1925, compuso la música del tango Bizcochito y la letra y la música de Que vachaché.
Mantuvo un romance de 24 años con la cantante española Tania. En un viaje a México, en 1945, tuvo una fugaz relación con la ex actriz y periodista Raquel Díaz de León, con quien tuvo un hijo llamado Enrique Luis Santos Discépolo Díaz de León (21 de abril de 1947 - 28 de mayo de 2017), a quien no pudo conocer ya que volvió a su país cuando Raquel tenía tan sólo seis meses de embarazo.

## Trayectoria

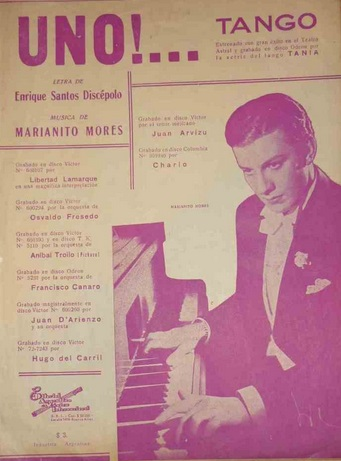
Partitura del tango Uno, de Mariano Mores y Enrique Santos Discépolo. Buenos Aires, 1943

En 1928 compuso el tango Esta noche me emborracho, popularizado por Azucena Maizani. Más tarde, entre 1928 y 1929, escribió Chorra, Malevaje, Soy un arlequín y Yira, yira, entre otros. Mientras tanto, continuaba actuando con éxito en los teatros de Montevideo y Buenos Aires.
Entre 1931 y 1934 escribió varias obras musicales, entre ellas, Wunderbar y Tres esperanzas. En 1935 viajó a Europa y a su regreso se vinculó al mundo del cine como actor, guionista y director. Simultáneamente escribió y compuso sus tangos más notables: Cambalache (1934), Desencanto (1937), Alma de bandoneón (1935), Uno (con música de Mariano Mores, 1943) y Canción desesperada (1944).
A partir de 1943, en el marco de una campaña iniciada por el gobierno militar que obligó a suprimir el lenguaje lunfardo, como así también cualquier referencia a la embriaguez, la prostitución y el proxenetismo o expresiones que en forma arbitraria eran consideradas inmorales o negativas para el idioma o para el país, se incluyó al tango Uno dentro de los censurados para su difusión radiofónica.
Las restricciones continuaron al asumir el gobierno constitucional del general Perón y en 1949 directivos de Sadaic le solicitaron al administrador de Correos y Telecomunicaciones en una entrevista que se las anularan, pero sin resultado. Obtuvieron entonces una audiencia con Perón, que se realizó el 25 de marzo de 1949, y el presidente –que afirmó que ignoraba la existencia de esas directivas– las dejó sin efecto y Uno, al igual que otros muchos tangos, pudo volver a la radio.
En 1947, después de una gira por México y Cuba, compuso Cafetín de Buenos Aires (1948). Durante los siguientes años continuó produciendo películas, obras teatrales y tangos, algunos de los cuales fueron estrenados después de su muerte.
Finalmente, el 13 de abril de 1951, estrena y protagoniza su última película como actor, dirigida por Manuel Romero, llamada El hincha, y en la que queda inmortalizada su frase célebre en la que describe lo que es un hincha de fútbol.
De ideología peronista, dice Enrique Pichon-Rivière que las dudas que tenía Discépolo sobre el peronismo se incrementaron entre 1950 y 1951 y que “sufría un fuerte conflicto de ambivalencia frente al peronismo, que sentía en su aspecto popular pero rechazaba en algunas de sus acciones”. Desde los estudios de la radio, identificó con el apodo de «Mordisquito» a los que consideraba "carneros" de la oligarquía o cipayos, combatiéndolos activamente. Tania cuenta que Discépolo admitía la censura previa y habitualmente le entregaba al Secretario de Prensa y Difusión Raúl Apold una copia del libreto que iba a leer el día siguiente para que se lo aprobara. Su participación en ese programa y la defensa del peronismo le trajo el odio de muchos, al punto de comprarle todas las entradas de sus espectáculos a fin de que cuando saliese a escena viera el teatro vacío. Estos hechos de gente a la que consideraba amiga lo llenó de profunda tristeza, lo cual sumado al cáncer que padecía precipitó su fallecimiento en 1951.

## Actor

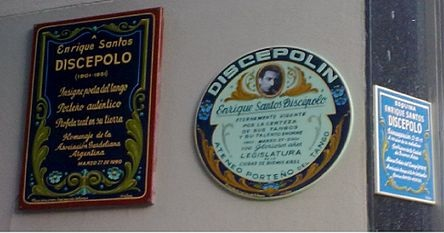
Placas en la "esquina de Discépolo" (Avenida Corrientes al 900 y calle Enrique Santos Discépolo), conmemorándolo.

En 1917 debuta como actor, al lado de Roberto Casaux, un capocómico de la época, y un año más tarde firmó junto a un amigo la pieza Los duendes, maltratada por la crítica. Luego levantó la puntería con El señor cura (adaptación de un cuento de Guy de Maupassant), Día feriado, El hombre solo, Páselo cabo y, sobre todo, El organito, feroz pintura social bosquejada junto a su hermano, al promediar los años 1920. Como actor, Discépolo evolucionó de comparsa a nombre de reparto, y se recordó con entusiasmo su trabajo en Mustafá, entre muchos otros estrenos.

## Tangos
- Secreto
- Malevaje
- Qué vachaché
- Yira, yira
- Que sapa señor
- Cambalache
- Sueño de juventud
- Justo el 31
- Chorra
- Soy un arlequín
- Quién más, quién menos
- Confesión
- Canción desesperada
- Cafetín de Buenos Aires
- Esta noche me emborracho
- Sin palabras
- Tormenta
- Desencanto
- Alma de bandoneón
- Infamia
- Uno (letra)
- El choclo (letra)
- Bizcochito (música)

## Filmografía

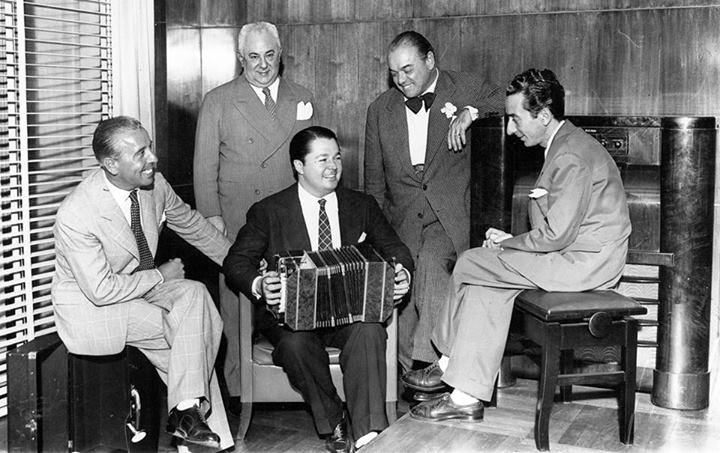
Discépolo (sentado a la derecha de la imagen), junto a Aníbal Troilo, Francisco Canaro, José Razzano y Osvaldo Fresedo (1944)

Actor
- El hincha (1951)
- Yo no elegí mi vida (1949)
- ...Y mañana serán hombres (1939)
- Cuatro corazones (1939)
- Melodías porteñas (1937)
- Mateo (1937)
- Yira, yira (1930)

Director
- Cándida, la mujer del año (1943)
- Fantasmas en Buenos Aires (1942)
- En la luz de una estrella (1941)
- Caprichosa y millonaria (1940)
- Un señor mucamo (1940)
- Cuatro corazones (1939)

Guionista
- Blum (1970) (argumento)
- El hincha (1951)
- Yo no elegí mi vida (1949)
- Cándida, la mujer del año (1943)
- Fantasmas en Buenos Aires (1942)
- En la luz de una estrella (1941)
- Confesión (1940)
- Caprichosa y millonaria (1940)
- Un señor mucamo (1940)
- Cuatro corazones (1939)
- Melodías porteñas (1937)